# Acraea kuekenthali
Acraea kuekenthali is een vlinder uit de familie van de Nymphalidae. De wetenschappelijke naam van de soort is voor het eerst geldig gepubliceerd in 1922 door Le Doux.